# エッジワース・カイパーベルト
| 太陽 木星のトロヤ群 巨大ガス惑星: ケンタウルス族 | 海王星のトロヤ群 共鳴カイパーベルト 古典的カイパーベルト 散乱円盤 |

| 太陽系外縁天体                                         | 太陽系外縁天体         |
| ------------------------------------------------------ | ---------------------- |
| エッジワース ・カイパー ベルト （海王星との 軌道共鳴） | (3:4)                  |
| エッジワース ・カイパー ベルト （海王星との 軌道共鳴） | 冥王星族 (2:3)         |
| エッジワース ・カイパー ベルト （海王星との 軌道共鳴） | (3:5)                  |
| エッジワース ・カイパー ベルト （海王星との 軌道共鳴） | キュビワノ族 ( - )     |
| エッジワース ・カイパー ベルト （海王星との 軌道共鳴） | (1:2)                  |
| 散乱円盤天体                                           |                        |
| オールトの雲                                           |                        |
| 類似天体                                               | ケンタウルス族         |
| 類似天体                                               | 海王星のトロヤ群       |
| 類似天体                                               | 彗星（遷移天体）       |
| 関連項目                                               | 準惑星（冥王星型天体） |
| 関連項目                                               | 太陽系小天体           |
| ■Portal ■Project ■Template                             |                        |

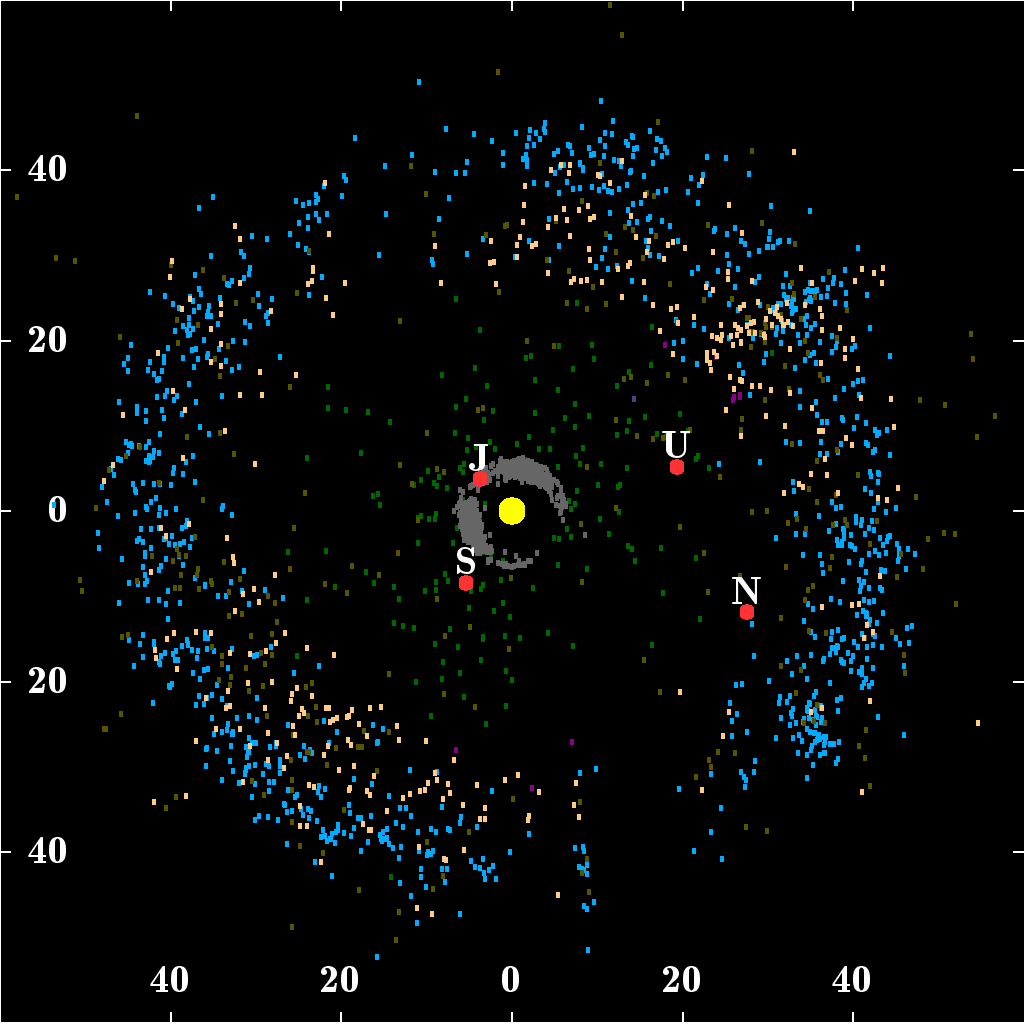
海王星の軌道以遠のエッジワース・カイパーベルトにある天体 (軸の数値は天文単位 (au)、元期は2015年1月)
距離は実際の縮尺だが大きさは実際の縮尺ではない。
出典: 小惑星センター、 など

エッジワース・カイパーベルト (英: Edgeworth-Kuiper belt)、または単にカイパーベルト (英: Kuiper belt) は、太陽系の海王星軌道 (太陽から約30 au) より外側からおよそ 50 au までの黄道面付近にある、天体が密集した穴の空いた円盤状の領域であり、星周円盤の一種である。小惑星帯 (メインベルト) と似ているが、範囲は20倍、質量は20から200倍と小惑星帯よりもはるかに大規模である。小惑星帯と同様、カイパーベルトは主に太陽系小天体か、太陽系が形成される際の残余物からなる。多くの小惑星が岩石と金属を主成分とする一方で、カイパーベルトの天体はその組成の大部分をメタンやアンモニア、水などの揮発性物質の凝縮物 (これらを「氷」と総称する) が占めている。カイパーベルトには、天文学者が一般的に準惑星と認めているほとんどの天体のうち冥王星とハウメア、マケマケが存在する。太陽系内にある衛星のいくつか、例えば海王星の衛星トリトンや土星の衛星フェーベは、カイパーベルトが起源である可能性がある。
エッジワース・カイパーベルトという名称は、オランダおよびアメリカ合衆国の天文学者ジェラルド・カイパー、およびアイルランドの天文学者ケネス・エッジワースに由来する。しかしカイパー自身はこの領域の存在を厳密に予測していたわけではない。
1992年に冥王星(1930年発見)およびカロン(1978年発見)の発見以降初めてのカイパーベルト天体であるアルビオンが発見された。それ以降、カイパーベルト天体の発見個数は数千個にのぼり、直径が 100 km を超えるカイパーベルト天体は10万個以上存在すると予測されている。カイパーベルトは当初、軌道周期が200年未満の短周期彗星の主要な起源であると考えられた。1990年代中盤以降の研究では、カイパーベルトは力学的に安定であり、彗星の実際の起源は45億年前の海王星の外向き移動によって形成された、力学的に活発な (不安定な) 領域である散乱円盤であることが示されるようになった。エリスのような散乱円盤天体は非常に離心率が大きな軌道を持ち、太陽から 100 au ほど離れた遠方に到達する。
カイパーベルトは理論的に存在が予測されているオールトの雲とは異なる存在であり、オールトの雲はカイパーベルトの1000倍太陽から遠く、ほぼ球殻状に分布していると考えられている。カイパーベルト内の天体は、散乱円盤天体やオールトの雲、内部オールト雲の天体と合わせ、太陽系外縁天体 (英: trans-Neptunian objects, TNOs) と総称される。冥王星はカイパーベルトの中で最も大きく重い天体であり、太陽系外縁天体の中でこれより重いのは散乱円盤天体であるエリスのみである。冥王星は元々は惑星とみなされていたが、2006年に国際天文学連合による惑星の定義が行われた結果準惑星へと再分類され、カイパーベルトの一員とみなされるようになった。冥王星はカイパーベルト内の他の天体と組成的に類似しており、周辺の多数の天体と共にその軌道周期が海王星との2:3の軌道共鳴を起こしているという特徴を持つ。これらの天体は冥王星族と呼ばれる。
カイパーベルトおよび海王星は、ヘリオポーズおよび太陽の重力的影響がその他の恒星からの影響と同程度になる50000 auから125000 au程度の範囲と共に、太陽系の範囲を規定する際の基準のひとつとして扱われる場合がある。

## 歴史

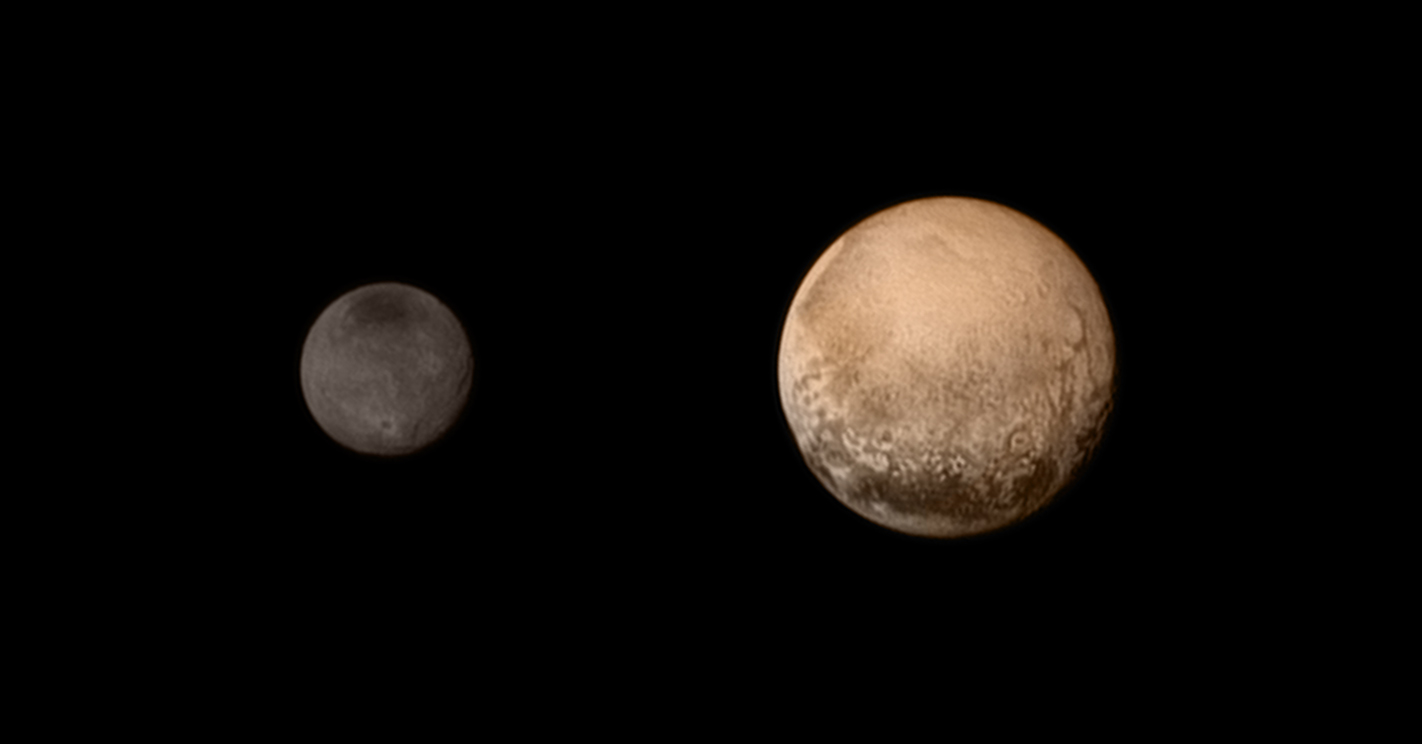
カロンと冥王星

1930年に冥王星が発見されて以降、多くの人が冥王星は孤独な存在ではないだろうと予測した。現在ではエッジワース・カイパーベルトと呼ばれているこの領域の存在については、数十年にわたって様々な形の仮説が提唱されてきた。その存在の初めての直接的な証拠が発見されたのは1992年になってからであった。カイパーベルトの性質についてそれまで提唱されてきた仮説は数多く多様なものであったため、誰が最初の提唱者であるかについて不確実な状態が続くこととなった(p106)。

### 仮説
太陽系外縁天体の存在を初めて示唆した天文学者は Frederick C. Leonardであった。1930年にクライド・トンボーによって冥王星が発見された後、Leonard は冥王星は海王星を超えた距離にある一連の天体のうち最初に存在が明るみに出たものであり、その他の天体はまだ発見されていないがいずれ検出される運命にあるのではないか、という問題提起を行った。天文学者のアーミン・ロイシュナーは同年、冥王星は「まだ発見されていない多数の長周期の惑星天体の一つである可能性がある」と示唆した。

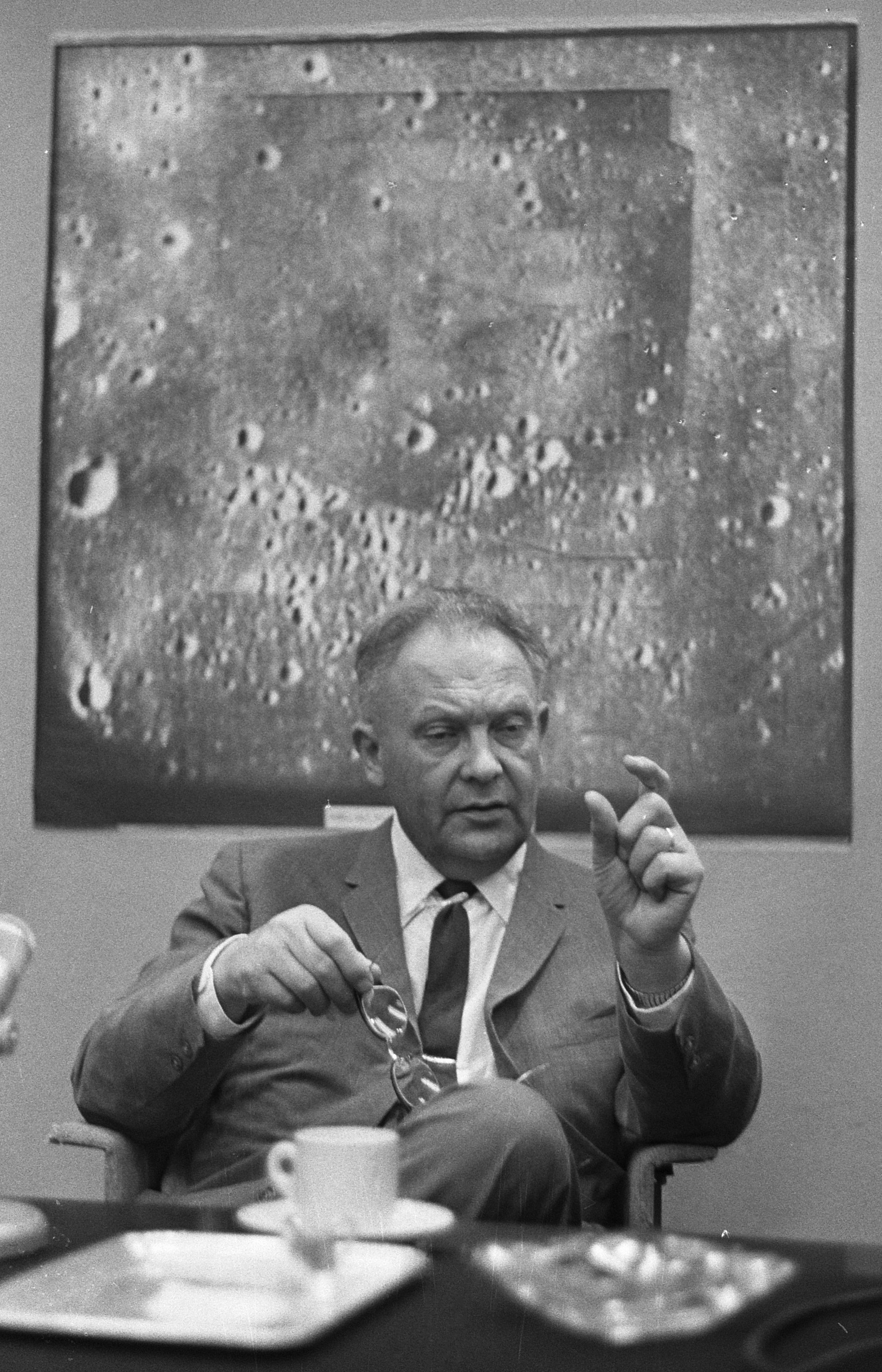
エッジワース・カイパーベルトの名称の由来の一人である天文学者ジェラルド・カイパー

1943年、ケネス・エッジワースは学術誌の『Journal of the British Astronomical Association』において、海王星よりも遠方では原始太陽系星雲にあった物質は間隔が広すぎるため惑星へと集積することができず、むしろ無数の小天体として存在しているという仮説を提唱した。エッジワースはこの仮説を元に、太陽系の惑星の軌道より遠方にある外縁領域は、非常に多数の同程度のサイズを持つ小さな天体で占められていると結論付け(pxii)、時々それらの天体の一つが自身のいる領域から離れて太陽系の内部へと一時的に訪れるようになり、それが彗星になると考えた(p2)。
1951年、ジェラルド・カイパーは論文誌の『Astrophysics: A Topical Symposium』において、太陽系の進化の初期段階において同様の小天体による円盤が形成されたと推測した。しかしカイパーはそのような帯状の天体の集まりが現在も太陽系に存在しているとは考えなかった。カイパーは、その当時は一般的な認識であった「冥王星は地球サイズである」という仮定に基づき、これらの天体は冥王星によりオールトの雲や太陽系の外に散乱されてしまったと考えた。もしカイパーの仮説が正しかった場合、現在ではカイパーベルトは存在していないことになる。
この仮説はその後の数十年で様々な形をとった。1962年、物理学者のアルステア・キャメロンは太陽系のはずれには大量の小さい物質が存在するとの仮説を提唱した(p14)。1964年には彗星の構造について有名な「汚れた雪玉」仮説を広めたフレッド・ホイップルが、「彗星ベルト」は惑星Xの探査を引き起こす原因となった天王星の軌道のずれを説明できるほどに重いか、あるいは少なくとも既知の彗星の軌道に影響を及ぼす程度には重い可能性があると考えた。この仮説は観測により否定された(p14)。
1977年にチャールズ・トーマス・コワルが土星と天王星の軌道の間の軌道を持つ氷小惑星であるキロンを発見した。彼はクライド・トンボーがおよそ50年前に冥王星を発見するのに用いたものと同じ機器である、ブリンクコンパレータを用いた。1992年には似た軌道にある天体であるフォルスが発見された。現在では、ケンタウルス族と呼ばれる彗星に似た天体の集団が、木星と海王星の軌道の間の領域に存在することが知られている。ケンタウルス族の軌道は不安定であり、力学的な寿命は数百万年である。そのため1977年にキロンが発見された時から、天文学者は何らかの外側の領域から頻繁に天体が供給されているはずだと推測していた(p38)。
カイパーベルトの存在に関するさらなる証拠は、彗星の研究から明らかになった。彗星の寿命は有限であることが以前から知られていた。彗星が太陽に接近するにつれ、太陽の熱により表面の揮発性物質が宇宙空間へと昇華していき、徐々に消散していく。したがって彗星が太陽系の年齢の間にわたって見え続けるためには、どこかから頻繁に供給されていなければならない。そのような供給源の一つとして提唱されたのがおそらく太陽から 50000au 以遠に広がる球状の彗星の集まりであるオールトの雲であり、これは1950年にヤン・オールトによって初めて提唱されたものである。オールトの雲は、例えばヘール・ボップ彗星のような軌道周期が数千年に及ぶような長周期彗星の起源となる領域であると考えられている(p105)。
彗星には長周期彗星の他に、短周期彗星もしくは周期彗星として知られる、軌道周期が200年未満のグループも存在する。ハレー彗星などがその一例である。1970年代までに、短周期彗星が発見される頻度はこれらがオールトの雲のみに起源を持つと考えた場合とはますます矛盾するようになっていった(p39)。オールトの雲の天体が短周期彗星になるためには、まず最初に巨大惑星に捕獲される必要があると考えられる。1980年に『王立天文学会月報』に発表された論文において、ウルグアイの天文学者 Julio Ángel Fernández は、1つの短周期彗星がオールトの雲から太陽系の内部領域にまで送り込まれるためには、600個の天体が星間空間に放出される必要があると述べた。彼は観測された彗星の個数を説明するためには、太陽から 35 から 50 au の範囲に彗星ベルトが存在している必要があると推測した。Fernández による研究を元にして、1988年に Martin Duncan、Tom Quinn と Scott Tremaine によるカナダの研究チームは、観測された全ての彗星がオールトの雲に起源を持つかどうかを調べるための多数のコンピュータシミュレーションを行った。その結果、オールトの雲は全ての短周期彗星の供給源にはなり得ないことを発見した。特に、短周期彗星の軌道は太陽系の惑星が存在する平面に集中しているのに対し、オールトの雲に起源を持つ彗星は空のあらゆる方向から飛来する傾向がある。Fernández が述べたように彗星の「ベルト」の存在を仮定した場合、シミュレーションの結果は短周期彗星の観測と一致した。Fernández の論文の冒頭部分には "Kuiper" と "comet belt" という単語が登場したため、Tremaine はこの仮説上の領域を "Kuiper belt" (カイパーベルト) と名付けたとされている(p191)。

### 発見

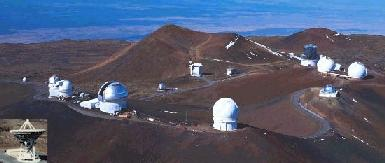
カイパーベルトの発見には、マウナ・ケア山の山頂にある望遠鏡群が用いられた。

1987年、当時マサチューセッツ工科大学にいた天文学者のデビッド・C・ジューイットは、外部太陽系が一見何もないように見えることにますます困惑していた。ジューイットは当時大学院生であったジェーン・ルーに、冥王星軌道以遠にある天体を探す努力をするように勧めた。これは、ジューイットがルーに述べたように、「我々がやらなければ、誰もやらないだろう」と考えたからであった(p50)。アリゾナ州のキットピーク国立天文台とチリのセロ・トロロ汎米天文台にある望遠鏡を用いて、ジューイットとルーはクライド・トンボーとチャールズ・コワルが行っていたのとほぼ同じ方法で、ブリンクコンパレーターを用いて天体の探索を行った(p50)。探索を始めた初期は1組の写真乾板の調査を行うのにおよそ8時間を要していたが(p51)、CCDイメージセンサが用いられるようになってからはこの作業は高速化された。彼らの観測していた範囲は狭いものであったにもかかわらず、CCD を用いた場合は光を集める効率が良いだけではなく (写真の場合は到達した光の 10% しか捉えられないが、CCD の場合は 90% にもなる)、2枚の写真を比較するプロセスをコンピュータの画面で行うことが可能となった。現在では、CCD は天文学で用いられる大部分の検出器において基礎的なものである(p52,54,56)。1988年にジューイットはハワイ大学に異動した。ルーは後にハワイ大学のジューイットの元に合流し、マウナ・ケア山にあるハワイ大学の 2.24 メートル望遠鏡を用いた研究を行った(p57,62)。CCD の視野は最終的には 1024×1024 ピクセルに増え、探査をより速く行えるようになった(p65)。5年間の探査の末、ついにジューイットとルーは1992年8月30日にカイパーベルトの候補天体である 1992 QB1 の発見を公表した。6ヶ月後には、彼らは同じ領域にある2番目の天体 (181708) 1993 FW を発見した。2018年までに、2000個を超えるカイパーベルト天体が発見されている。
1992 QB1 (アルビオン) が発見されて以降、1992年から2012年の20年間で1000個を超える天体が帯状の領域に発見された。このことは、冥王星とアルビオンだけではない多数の天体の大きな帯状の分布が存在することを示している。2010年代まではカイパーベルトの全ての広がりと性質はほとんど分かっていなかった。2010年代後半になってようやく無人探査機ニュー・ホライズンズによる2つの太陽系外縁天体への接近観測が行われ、冥王星系やその他の外縁天体の非常に近距離での観測結果が得られた。
海王星以遠の領域における天体の存在が初めて判明した時点よりあとに行われた研究では、現在ではカイパーベルトと呼ばれている領域は短周期彗星の起源ではなく、代わりにカイパーベルトに関連した散乱円盤という天体の集団が起源であることが示されている。散乱円盤は海王星が外側に移動して、現在よりも太陽に近い距離にあった原始カイパーベルトに進入した際に形成されたと考えられる。この時に、軌道が影響を受けず力学的に安定な天体のグループ (厳密な意味でのカイパーベルト)、および近日点が依然として海王星に近く、海王星によって軌道が乱されうる天体のグループ (散乱円盤) が形成された。散乱円盤にある天体は力学的に活発で、カイパーベルトにある天体は力学的に比較的安定であるため、現在では散乱円盤が周期彗星の起源として最も可能性が高いと考えられている。

### 名称
英語では単にカイパーベルトとだけ呼ばれる場合が多く、その場合は属する天体はカイパーベルト天体(英: Kuiper belt object)と呼ばれ、KBO と略される。しかし時折、エッジワースの功績を評価してエッジワース・カイパーベルトと呼ばれる場合もあり、この場合は属する天体はエッジワース・カイパーベルト天体(英: Edgeworth-Kuiper belt object)と呼ばれ、EKO もしくは EKBO と略される。天文学者のブライアン・マースデンは「エッジワースもカイパーも今我々が見ているような遠方について記述したことは無いが、フレッド・ホイップルは行った」と述べ、エッジワースとカイパーのどちらも真の功績にはふさわしくないと主張した(p199)。またデビッド・C・ジューイットは、「どちらかと言えば…カイパーベルトを予測した功績に最も近いのは Fernández である」と述べている。
先述の通り、カイパーは太陽系の形成初期段階には遠方に帯状の小天体の分布が存在したという予測は行ったが、現在の太陽系におけるカイパーベルトの存在を予測したわけではない。現在では、カイパー以外の様々な天文学者によってこの小天体グループの存在が予測されていたことが認識されている。またエッジワースもこの領域の存在を初めて予言したわけではなく、最も早い言及は Leonard によるものとされる。
カイパーベルト天体は、クライド・トンボーが提案した名称である "kuiperoids" と呼ばれる場合もある。また、いくつかの科学者グループではこの領域にある天体に対する呼称として、カイパーの名を含まない "trans-Neptunian object (TNO)" (日本語では太陽系外縁天体が相当する) を推奨している。これは、TNO という呼称の方が他の全ての用語よりも論争が少ないためである。しかし TNO は海王星の軌道より遠方を公転する全ての天体を含む呼称であるが、カイパーベルトはそうではないため、厳密な類義語ではない。
日本語ではエッジワースの名も含めた「エッジワース・カイパーベルト」と呼ばれる場合が多いが、単に「カイパーベルト」とだけ呼ばれる場合もある。

## 構造
エッジワース・カイパーベルトは、周辺の領域を含んだ場合 (ただし散乱円盤は除く)、太陽からおおむね 30 au から 55 au の範囲にまで広がっている。ベルトの主要領域は、39.5 au の海王星との 2:3 平均運動共鳴の位置から、およそ 48 au の 1:2 共鳴の範囲であると広く受け入れられている。カイパーベルトは非常に分厚い分布を持っており、主要な天体は黄道面から10度程度の広がりを持ち、さらに数倍の広がりを持つまばらな分布も見られる。全体的な構造としては、帯状というよりもトーラスやドーナツ形状により似ている。平均的な軌道は黄道から1.86度傾いている。
海王星の存在は、軌道共鳴を介してカイパーベルトの構造に大規模な影響を及ぼす。太陽系の年齢に匹敵する時間スケールで、海王星の重力はある特定の領域にある天体の軌道を不安定化し、それらを太陽系の内側領域へ送り込むか、あるいは散乱円盤や太陽系の外側の星間空間に追いやったりする。そのためカイパーベルトには、小惑星帯のカークウッドの空隙に似た明確な空隙が生じる。例えば 40 - 42 au の領域では太陽系の年齢にわたって安定な軌道を取り続けられる天体は存在せず、その範囲内に観測されるあらゆる天体は比較的最近になってその領域に移動してきた天体である。

### 古典的カイパーベルト

太陽系外縁天体の様々な力学的な分類。

およそ 42-48 au の海王星との 2:3 共鳴と 1:2 共鳴の間の領域では、海王星との重力相互作用を起こす時間スケールは非常に長く、この領域内の天体の軌道は本質的には変化させられずに存在し続けることができる。この領域は「古典的カイパーベルト」として知られており、観測されているカイパーベルト天体のうちおよそ3分の2を占める。ここに属する天体で最初に発見されたものはアルビオンであるが、長い間にわたって仮符号 の 1992 QB1 と呼ばれていた。そのため、古典的カイパーベルト天体はしばしば "QB1" から取られた「キュビワノ族」と呼ばれることがある。国際天文学連合 (IAU) によって確立されたガイドラインでは、古典的カイパーベルトに属する天体に対する命名は、創造に関連した神話上の存在から与えることとしている。
古典的カイパーベルトは2つの異なるグループから構成されていると考えられる。1つ目は「力学的に冷たい」(dynamically cold) グループとして知られており、それらの軌道はより惑星のものと似ている。つまりほぼ円軌道で軌道離心率は0.1よりも小さく、最大でも10度と小さい軌道傾斜角を持つ。冷たいグループは「カーネル」(kernel) と呼ばれる天体の密集領域を含み、この領域は軌道長半径が 44–44.5 au の範囲に存在している。2つ目は「力学的に熱い」(dynamically hot) グループであり、軌道は黄道面から最大で30度と大きく傾いている。これら2つの「力学的に冷たい/熱い」という用語は温度の違いを表しているわけではなく、高温になると相対速度が上昇する気体中の粒子に対する比喩として名付けられたものである。
2つのグループは軌道の分布が異なるだけではなく、冷たい集団はより赤く明るい傾向にあるなど色とアルベドに違いが見られ、また連星になっている天体が多い、サイズ分布が異なる、非常に大きい天体が欠乏しているなどの違いも見られる。力学的に冷たいグループの天体の総質量は、熱い天体の質量のおよそ30分の1である。色の違いは組成の違いを反映していると考えられ、2つのグループは異なる領域で形成されたことを示唆する。力学的に熱いグループは海王星のかつての軌道の近くで形成され、巨大惑星の軌道移動の最中に散乱された天体群であるという説が提唱されている。一方で力学的に冷たいグループは、多かれ少なかれ現在の位置で形成されたと考えられている。これは、冷たいグループに見られる重力的に緩く結びついた連星は、海王星と遭遇した際に連星が破壊され生き延びることが出来ないだろうと考えられるからである。太陽系形成の有力な仮説であるニースモデルはグループ間の組成の違いを少なくとも部分的には説明できるように思われるが、色の違いは天体表面の進化の違いを反映している可能性があるとも示唆されている。

### 共鳴天体

キュビワノ族 (青)、共鳴外縁天体 (赤)、セドノイド (黄)、散乱円盤天体 (灰) の分布

軌道の分類 (軌道長半径の模式図)

天体の軌道周期が海王星の軌道周期と正確な整数比になっている場合 (平均運動共鳴と呼ばれる状態)、天体は海王星と同期した運動に固定され、海王星との相対的な位置が適切である場合は軌道が乱されない状態となる。例えば、海王星が太陽を3周する間に太陽を2周するある天体があり、その天体が近日点に近づいたとき海王星がその天体から軌道の4分の1離れた位置にあった場合、その天体が近日点に戻ってきた時には海王星は必ず天体から軌道の4分の1離れた位置にいることになる。これは 2:3 共鳴として知られており、海王星との共鳴の場合はこれが起きる天体の軌道長半径はおよそ 39.4 au である。この共鳴に入っている天体は冥王星やその衛星を含め200個程度が知られている。このグループに属している天体は冥王星族と呼ばれる。冥王星を含む冥王星族の天体の多くは海王星と交差する軌道を持つが、この軌道共鳴のため決して海王星と近接することはない。冥王星族の天体は軌道離心率が大きく、このことは冥王星族の天体は元から現在の軌道に存在していたのではなく、軌道移動を起こす海王星によって偶然に現在の軌道まで運ばれたものであることを示唆している。IAU のガイドラインでは、冥王星と同様に全ての冥王星族の天体は冥界の神から命名されることとしている。
海王星との 1:2 共鳴、すなわち海王星が一周する間に太陽の周りを半周する天体は、軌道長半径がおよそ 47.7 au にあり、2:3 共鳴にある天体と比較すると分布はまばらである。この共鳴に入っている天体はトゥーティノ族と呼ばれる場合がある。その他の共鳴天体としては、3:4、3:5、4:7、2:5 共鳴に入っているものがある(p104)。海王星はそのラグランジュ点のうち軌道に先行した位置と後行する位置の重力的に安定な領域に、多くのトロヤ群天体を持つ。これらの天体は海王星と 1:1 の平均運動共鳴を起こしており、しばしば非常に安定な軌道を持つ。
また、軌道長半径が 39 au 未満の天体は数が比較的少ないが、これは現在の共鳴では明らかに説明ができない。この原因として現在受け入れられている仮説は、海王星が外側へ移動するにつれて不安定な軌道共鳴がこの領域を徐々に通過したため、この領域にある天体は共鳴によって掃き出されたか、もしくは重力的に弾き出されたかしたというものである(p107)。

### 50au問題

軌道傾斜角が5度以上のものと以下のもののカイパーベルト天体の軌道長半径のヒストグラム。冥王星族と "カーネル" による鋭い分布が、39–40 au と 44 au の位置に見られる。

海王星との 1:2 共鳴の位置 (トゥーティノ族が分布する軌道長半径) である 47.8 au 以遠では天体がほとんど分布しておらず、カイパーベルトの分布の縁になっているように見える。これがカイパーベルトの実際の外縁に相当するのか、あるいは広い空隙の始まりであるのかははっきりとは分かっていない。およそ 55 au の、古典的なカイパーベルトよりずっと外側の 2:5 共鳴の位置に天体が発見されている。これらの共鳴の間の古典的な軌道に多数の天体が存在するという予測は、観測では検証されていない。
天王星と海王星を形成するのに必要な初期質量の推定、および冥王星と同程度の天体を形成するのに必要な初期質量の推定に基づき、カイパーベルトの初期のモデルでは 50 au 以遠では大きな天体の数は2倍程度に増えることが示唆されていた。そのため、50au問題（英語圏ではKuiper cliffとも）として知られる天体個数の急激な減少は予想されていなかったものであり、この原因は今のところ不明である。2003年に Bernstein らによって、50 au 以遠での直径 100 km 以上の天体の急激な減少は観測バイアスではなく実際の分布であるという証拠が発見された。考えられる可能性としては、その距離にある物質は非常に少ないか、あるいは散乱されすぎたせいで大きな天体として集積していない、またはその後の進化過程でこの領域から取り除かれたか破壊されたというシナリオがある。神戸大学のパトリック・リカフィカは、未発見の大きな惑星、おそらくは地球か火星サイズの天体が、その原因となっている可能性があると主張した。

## 起源

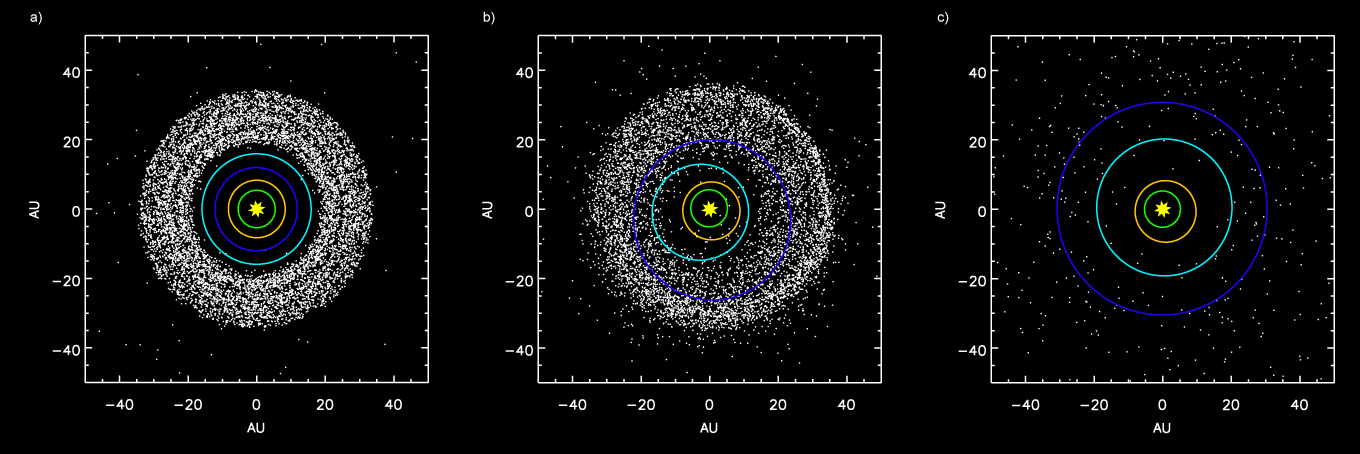
外惑星とカイパーベルトのシミュレーション。a) 木星・土星の 1:2 共鳴発生前、b) 海王星の軌道移動後のカイパーベルト天体の太陽系内部への散乱、c) 木星によるカイパーベルト天体の放出後。

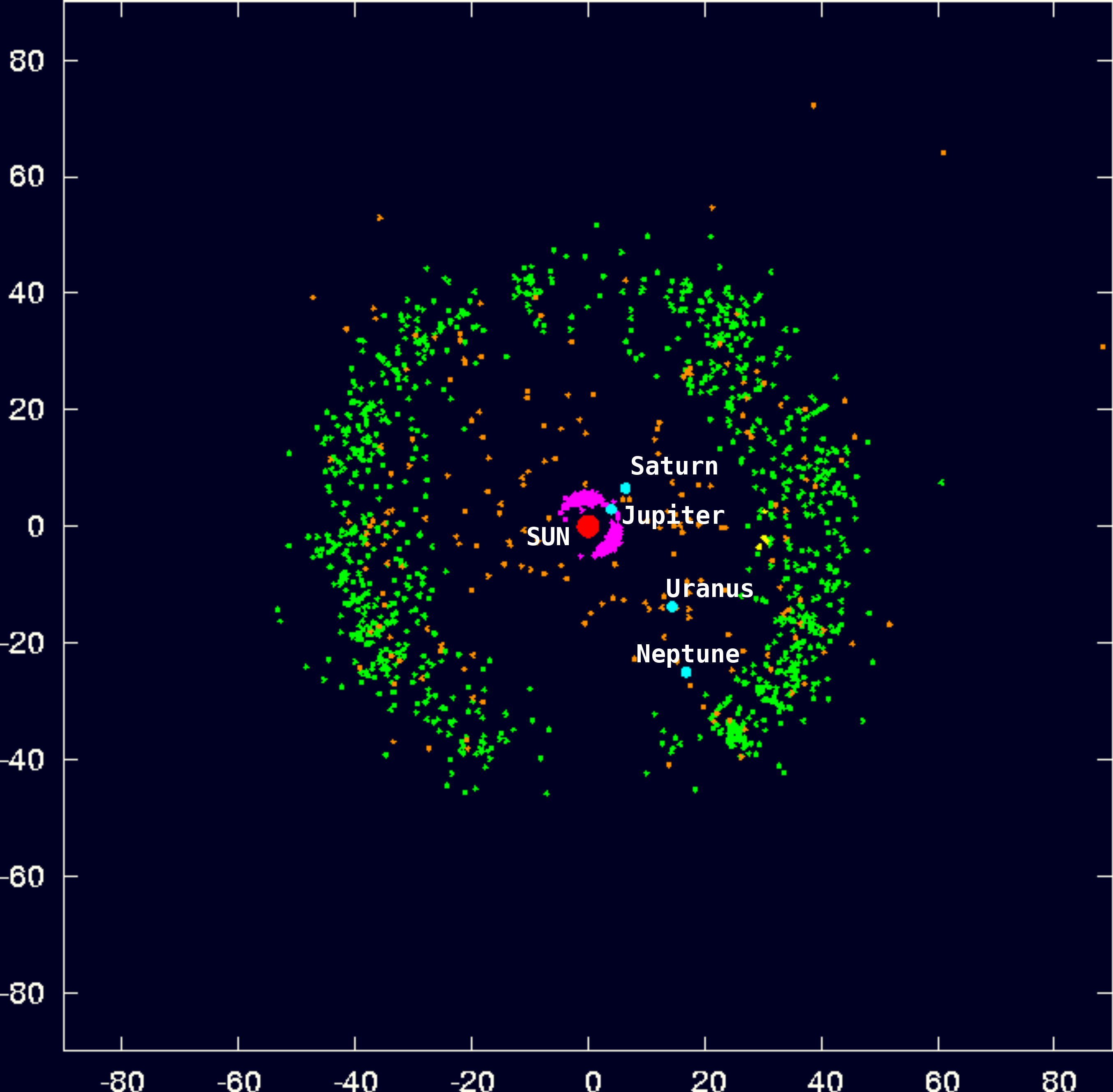
太陽系のはずれに存在するカイパーベルト (緑)

エッジワース・カイパーベルトとその複雑な構造の詳細な起源は未だに分かっておらず、天文学者はパンスターズや将来的な大型シノプティック・サーベイ望遠鏡などによる広視野のサーベイ望遠鏡での観測によって、現在は未発見のカイパーベルト天体の存在が明らかにされることを望んでいる。これらのサーベイによって、カイパーベルトの起源などの疑問の解決を助けるデータが提供されることが期待される。
カイパーベルトは、太陽の周囲に存在した原始惑星系円盤の中で完全に惑星へと集積することが出来ず、代わりに小天体を形成することになった破片である微惑星からなると考えられており、最も大きい天体は直径が 3000 km 未満である。冥王星とカロンのクレーター個数の研究からは小さいクレーターが欠乏していることが明らかになっており、カイパーベルトの天体はずっと小さい 1 km サイズの天体が集積して形成されたのではなく、直径が数十 km の範囲の大きな天体として直接形成されたことが示唆されている。このような大きな天体を形成するメカニズムとして、乱流がある原始惑星系円盤内に形成された渦の間に濃集した小石サイズの粒子 (ペブル) の雲の重力収縮や、ストリーミング不安定性などが提唱されている。これらの収縮する雲は途中で分裂する場合があり、この場合連星を形成する。
ニースモデルなどの近年のコンピュータシミュレーションでは、カイパーベルトは木星と海王星の強い影響を受けたことが示されており、また天王星と海王星はどちらも現在の軌道で形成されていないことも示唆されている。これは現在の両惑星の軌道では大きな天体を形成できるような大量の物質は存在しなかったと考えられるためである。その代わりに、これらの惑星は木星に近い位置で形成されたと推定されている。太陽系の初期に巨大惑星が微惑星を散乱することにより、巨大惑星の移動が引き起こされた。土星、天王星、海王星は外側へ移動する一方で、木星は内側へ移動した。その後、木星と土星が 1:2 の軌道共鳴を起こす位置に達し、土星が太陽の周りを一周する間に木星が二周する状態となる。このような共鳴の重力的な影響は最終的に天王星と海王星の軌道を不安定化し、これらの軌道を原始微惑星円盤と交差する離心率の大きな軌道へと散乱した。散乱された直後の海王星の軌道は非常に離心率が大きいものであり、海王星との平均運動共鳴を起こす領域は複数の共鳴が重なり、結果として微惑星の軌道はカオス的に進化した。微惑星が海王星との 1:2 共鳴の位置まで外側へと移動することにより、軌道傾斜角の小さい、力学的に冷たい天体のグループが形成されたと考えられる。海王星の軌道離心率が減衰した後、海王星の軌道は現在の位置へと向かって外側へ拡大した。この惑星移動の過程で多くの微惑星が共鳴に捕獲されて現在まで共鳴天体として残り、その他の天体は傾斜角が大きく離心率が小さい軌道へ進化し、共鳴を逃れて安定な軌道となった。大量の微惑星が内側の軌道へと散乱され、それらの一部は木星のトロヤ群天体となり、巨大惑星を公転する不規則衛星となり、外部の小惑星となった。残ったものは再び木星によって散乱され、大部分は太陽系から弾き出され、カイパーベルトの天体は初期の個数から 99% 以上が失われたと考えられる。
現在最もポピュラーな太陽系形成モデルであるニースモデルの原型では、「冷たい」グループや「熱い」グループ、共鳴天体、散乱円盤天体などのカイパーベルトの多くの特徴を再現することが出来たが、これらの分布の特徴の一部は依然として説明できていない。ニースモデルでは古典的カイパーベルト天体の平均離心率を 0.10–0.13 と予測しているのに対し、観測値は 0.07 と小さい値となっている。またモデルで予測される軌道傾斜角の分布は、観測と比べて傾斜角が大きい天体が非常に少ないという食い違いもある。また力学的に冷たいグループで多く見られる、距離が離れており重力的に緩く結びついている連星天体の存在頻度もモデルでは説明できていない。モデルではこれらの緩い連星は海王星との遭遇の際に分離してしまうと予測される。そのため、冷たいグループは現在の位置で形成されており、太陽系内の小天体のグループの中で本当の意味での唯一の局所的なグループ (軌道移動を経験していない天体群) であるとする意見もある。
ニースモデルの改良版 (Five-planet Nice model) では、太陽系は平均運動共鳴鎖で繋がった巨大氷惑星をもう一つ持つ、5つの巨大惑星を持つ系として誕生したという説が提唱されている。このモデルでは、太陽系形成から4億年後に軌道共鳴鎖が破壊される。氷惑星は外側の微惑星円盤へと散乱されるのではなく、まず外側へ数 au 移動する。この収束的な惑星移動によりその後共鳴交差が発生し、惑星の軌道は不安定化される。「余分な」巨大氷惑星は土星と遭遇してより内側の木星軌道と交差する軌道へと散乱され、惑星との一連の近接遭遇を経たあと太陽系から放出される。残された惑星は微惑星円盤がほとんど枯渇するまで移動を継続し、最終的に様々な場所に少数の微惑星が残される。
元々のニースモデルと同様、小天体は海王星が外側へと移動する過程で海王星との共鳴に捕獲される。いくつかは共鳴に捕獲された状態にとどまり、その他は傾斜角が大きく離心率が小さい軌道へと進化した後に安定な軌道へと移り、力学的に熱い古典的カイパーベルトを形成する。熱いグループの軌道傾斜角の分布は、海王星が 24 au から 30 au まで、3000 万年の時間スケールで移動したと仮定すると再現することが出来る。海王星が 28 au まで移動した時、3 体目の巨大氷惑星との重力的な遭遇を経験する。力学的に冷たいグループから海王星との 1:2 平均運動共鳴に捕獲された多数の天体は、この遭遇の際に海王星の軌道長半径が外側へ「ジャンプ」する際に共鳴から外れて取り残され、44 au 付近に集中したカーネルと呼ばれる天体グループが形成される。冷たいグループに属する天体には、現在の位置よりも近い領域に起源を持つ、緩く結びついた「青い」連星が含まれる。この遭遇の最中に海王星の離心率が小さいままであれば、元々のニースモデルで予測されていたカオス的な軌道進化を回避することができ、初期の冷たいグループの軌道は保持される。海王星の軌道移動の後期において、平均運動共鳴の位置が微惑星円盤の領域をゆっくりと移動することによって、力学的に冷たい円盤から離心率の大きな天体が取り除かれ、これらのグループの離心率分布が再現される。

## 組成

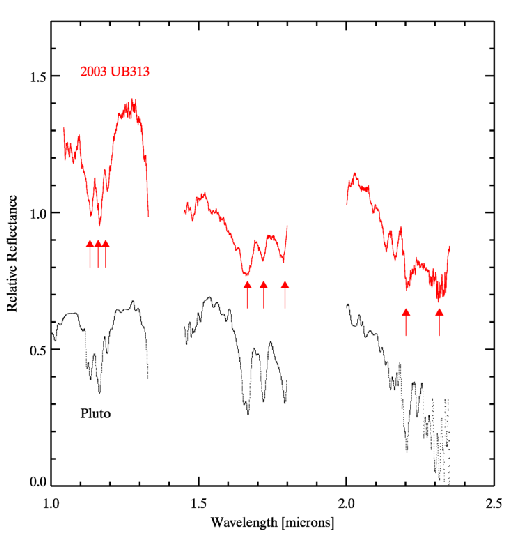
エリスと冥王星の赤外線スペクトルは、共通のメタンの吸収線を持つ。

カイパーベルト天体は太陽や主要な惑星から離れているため、他の太陽系天体を形作ったり変化させたりした過程に比較的影響を受けていないと考えられている。したがって、これらの天体の組成を決定することで、太陽系の最も初期の組成に関する相当量の情報を得ることができる。天体が小さい上に地球から非常に離れているため、カイパーベルト天体の化学組成を知るのは非常に難しい。天文学者が天体の組成を決定する主な手法は分光観測である。天体からの光を波長ごとの要素の色に分解すると、虹に似た画像が生成される。この画像はスペクトルと呼ばれる。異なる物質は異なる波長の光を吸収し、特定の天体のスペクトルが得られた場合、その天体に存在する物質がその特定の波長の光を吸収した位置に暗い線 (吸収線と呼ばれる) が現れる。全ての元素や化合物はそれぞれ固有の分光学的特徴を持っており、ある天体の全スペクトルを解析することによって、天文学者はその組成を決定することが出来る。
スペクトルの分析から、カイパーベルト天体は岩石と氷の混合体であり、氷成分は水やメタン、アンモニアなど多くの成分を含むと考えられる。カイパーベルトの温度はわずか 50 K 程度であり、太陽の近くでは気体である多くの化合物は固体として存在する。天体の密度や岩石と氷の比率は、直径と質量が測定されている少数の天体でのみ判明している。カイパーベルト天体の直径は、ハッブル宇宙望遠鏡のような高分解能の望遠鏡による撮像観測や、天体が恒星の手前を通過する掩蔽のタイミング、そして最も一般的な手法としては赤外線の放射から計算される天体のアルベドを用いて決定することができる。質量は天体が持つ衛星の軌道長半径と周期から決定することができる。したがって質量は少数の連星天体や衛星を持つ天体でしか判明していない。測定されているカイパーベルト天体の密度は，0.4 g/cm3 未満から 2.6 g/cm3 の範囲である。最も低密度の天体は大部分が氷で出来ており、大きな空隙率を持つと考えられている。高密度な天体はおそらく薄い氷の地殻を持った岩石組成である。この密度の分布を説明する仮説の一つとして、分化した天体が衝突して大きい天体が形成される際に表層から氷が失われたというものがある。

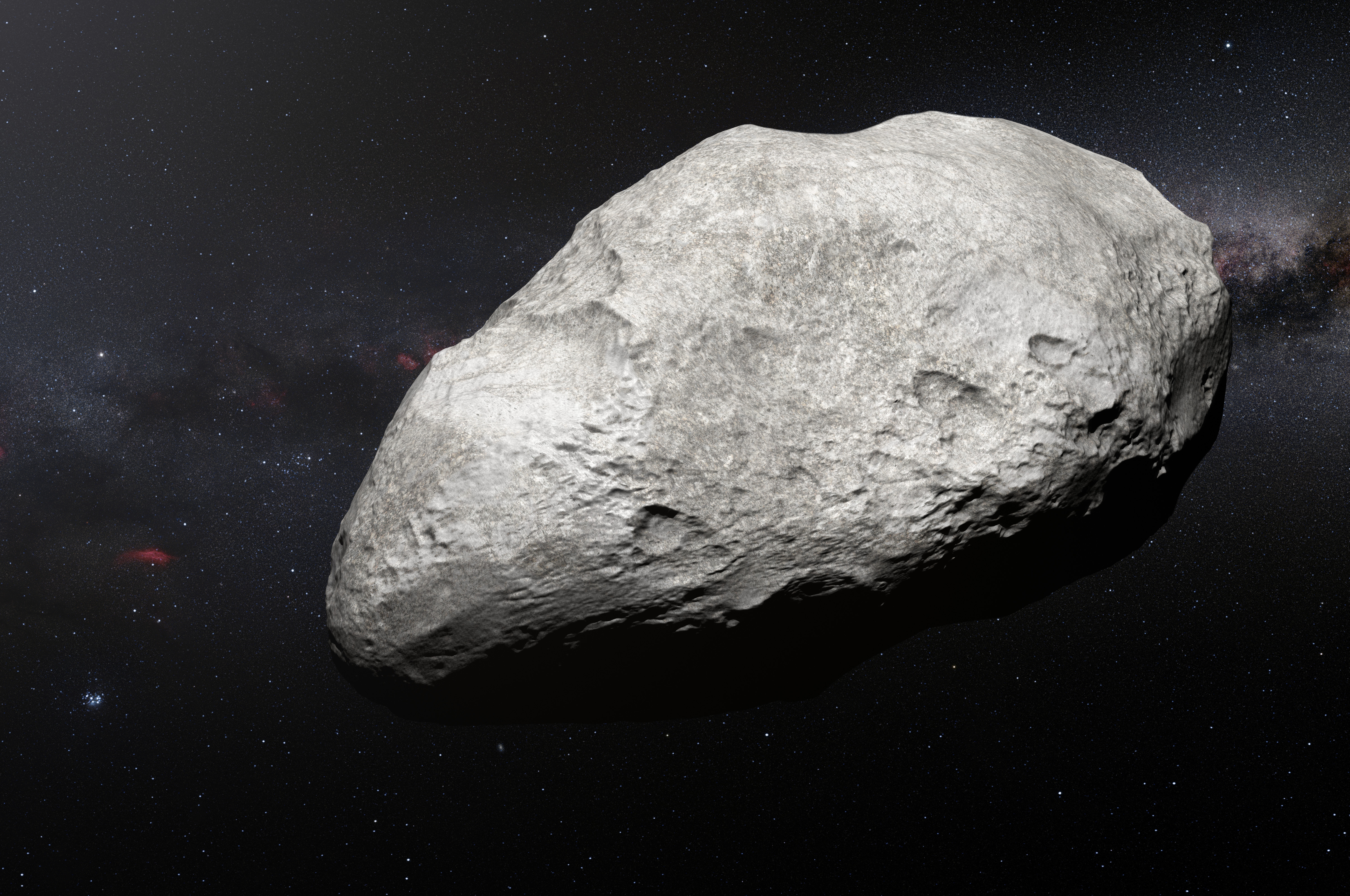
冥王星族天体であり、かつてC型小惑星だった可能性のある天体 (120216) 2004 EW_{95} の想像図

カイパーベルト天体研究の初期は詳細な解析は不可能であったため、天文学者は天体の組成に関して主に天体の色に基づく最も基本的な要素しか決定できなかった。これらの初期のデータでは、カイパーベルト天体は中間的な灰色から深い赤色までの様々な色を示すことが判明した。これはカイパーベルト天体の表面は汚れた氷から炭化水素に至る、広い範囲の組成を持つことを示唆している。天文学者はカイパーベルト天体は一様に暗く、宇宙線の影響で表面から揮発性物質の氷のほとんどは失われていると予想していたため、この多様性は驚くべきものであった(p118)。予想との違いの原因として、衝突や脱ガスによる表面の更新など多くの解決策が提案された。ジューイットとルーによる2001年の既知のカイパーベルト天体のスペクトル分析では、色の違いはランダムな天体衝突では簡単には説明できないほどに極端であることが指摘された。太陽からの放射はカイパーベルト天体表面のメタンを化学的に変性させ、ソリンのような化合物を生成したと考えられる。マケマケはその表面にエタンやエチレン、アセチレンなど、メタンが放射を受けて生成された多数の炭化水素を持つことが分かっている。
大部分のカイパーベルト天体はその暗さのためスペクトルに特徴が無いように見えるものの、これらの組成を決定する試みは多数の成功を収めている。1996年に Robert H. Brown らはカイパーベルト天体 1993 SC の分光観測データから、この天体の表面の組成は冥王星だけではなく海王星の衛星トリトンとも非常に似ており、大量のメタンの氷が存在することを明らかにした。小さい天体の場合は天体の色のみが判明し、場合によってはアルベドも決定できる。これらの天体は大きく分けて2つのグループに分類される。アルベドが低く灰色の天体と、アルベドが高く非常に赤い天体である。色とアルベドの違いは表面の硫化水素 (H2S) の存在あるいは欠乏によるものだとの仮説があり、硫化水素が保たれるほど十分に太陽から離れた距離で形成された天体の表面は、放射により赤くなっていると考えられる。
冥王星やクワオアーのような最大級のカイパーベルト天体は、メタンや固体の窒素、一酸化炭素といった揮発性物質が豊富な表面を持つ。これらの分子の存在は、カイパーベルトでの温度である 30–50 K では中程度の蒸気圧となるためであると考えられる。このためこれらの物質は時折表面から揮発し雪のように再び落下するが、沸点の高い物質は固体の状態にとどまる。最大級のカイパーベルト天体におけるこれら3つの化合物の相対的な存在量は、天体の表面重力と周囲の温度と直接関連している。水氷はいくつかのカイパーベルト天体で検出されている。例として、(19308) 1996 TO66 などのハウメア族の天体、フヤやヴァルナなどの中程度のサイズの天体、またその他の小さい天体などで検出が報告されている。大〜中程度の天体で氷の結晶が検出されており、またクワオアーではアンモニアの水和物も検出されている。これらの検出は、アンモニアが存在することによる融点の低下によって過去に地殻活動が促進された可能性があることを示唆する。

## 質量およびサイズ分布
広大な範囲に分布しているにもかかわらず、カイパーベルトの総質量は比較的小さい。力学的に熱いグループの総質量は地球質量の 1% と推定されている。力学的に冷たいグループはずっと軽く、地球質量のわずか 0.03% に過ぎないと推定されている。力学的に熱いグループはより太陽に近い位置で形成されたずっと大きな天体群の名残であり、巨大惑星の移動の最中に外側に散乱されたものだと考えられている。対照的に、力学的に冷たいグループは現在の位置で形成されたと考えられる。2018年時点での推定値では、惑星の運動に及ぼす影響を基に、カイパーベルトの総質量は(1.97±0.30)×10−2地球質量とされている。
直径が 100 km を超えるカイパーベルト天体が集積するためにはかなりの質量が必要であるため、力学的に冷たいグループの総質量が小さいことは太陽系形成のモデルにいくつかの問題をもたらす。冷たい古典的なカイパーベルトが過去から現在まで常に現在のような低密度の分布であった場合、これらの大きな天体は小さい微惑星の衝突と合体では形成できなかったと考えられる。さらに、現在の軌道の離心率と傾斜角では天体同士の遭遇が「乱暴」(violent) なものとなり、結果として集積するよりも破壊が発生してしまう。海王星の現在の影響は力学的に冷たい集団の大部分を取り除くほど大きくはないと考えられ、また衝突破壊による質量損失の量は、現在発見されている緩く結びついた連星の存在によって上限が決められる。これは、緩く結びついた連星は天体衝突の際に破壊される可能性があるためである。大きな天体は、より小さい微惑星の衝突合体からではなく、ペブルの雲の崩壊によって直接形成される可能性もある。

冪乗則の概念図

カイパーベルト天体のサイズ分布は、いくつかの冪乗則に従う。冪乗則は、直径が D よりも大きい天体の個数 (累積個数) である N(D) と D の関係を記述し、これは天体の明るさの傾きとみなされる。天体の累積個数は、天体の直径 D の何乗かに反比例する。
{\displaystyle {\frac {dN}{dD}}\propto D^{-q}.}
ここで q は 1 ではないと仮定すると、積分して
{\displaystyle N\propto D^{1-q}+{\text{const.}}}
が得られる。積分定数は、天体の直径が大きい時に冪乗則が適用できない場合にのみゼロでない数になる場合がある。
カイパーベルト天体の見かけの等級の分布の測定に基づいた初期の推定では、q = 4 ± 0.5 という値が得られていた。これは、直径が 200–300 km の範囲にある天体の個数と比べると、100–200 km の範囲にある天体の個数は8倍であることを意味する。
最近の研究では、力学的に熱い古典的カイパーベルト天体と冷たい古典的カイパーベルト天体の間では、サイズ分布の傾きが異なることが明らかになっている。力学的に熱い天体の場合、大きな天体では q = 5.3、小さい天体では q = 2.0 であり、傾きが変化する直径は 110 km である。力学的に冷たい天体の場合、大きな天体では q = 8.2、小さい天体では q = 2.9 であり、傾きが変化する直径は 140 km である。散乱円盤天体、冥王星族、海王星のトロヤ群天体のサイズ分布は力学的に熱いグループと同様の傾きを持つが、特定のサイズ以下で天体の個数が急激に減少するくぼみを持つという特徴がある。この分布のくぼみは、天体群での衝突進化によるものか、あるいは天体群がある特定のサイズ以下の天体を持たない状態で形成され、それよりも小さい天体はその後の衝突破壊によって発生した破片からなるため生じたものであるという仮説が提唱されている。
半径が1km未満の既知で最小のカイパーベルト天体は、ハッブル宇宙望遠鏡などの望遠鏡で直接見るには35等級と暗すぎるため、恒星が掩蔽される様子を観測することによってのみ検出されている。これらの掩蔽の最初の報告はシュリクティングなどによって2009年12月になされ、2007年3月からのアーカイブハッブル測光で半径1km未満の小さなカイパーベルト天体の発見が発表された。推定半径520±60 m、直径1040±120 mで、ハッブルの星追跡システムが0.3秒間星を短時間遮ったとき、天体が検出された。2012年12月に発表されたその後の研究では、シュリクティングなどが、アーカイブハッブル測光のより徹底的な分析を実行し、半径530±70 m、直径1060±140 mと推定される準キロメートルサイズのカイパーベルト天体による別の掩蔽イベントを報告した。 2009年と2012年に検出された掩蔽イベントから、シュリクティングなどが単一の冪乗則と均一な黄道緯度分布を仮定して、カイパーベルト天体のサイズ分布の傾きをq=3.6±0.2またはq=3.8±0.2と決定した。彼らの結果は、直径が90 kmを超えるより大きなカイパーベルト天体の母集団からの推定と比較して、サブキロメートルサイズのカイパーベルト天体の強い欠損を示唆している。
こうした偶然ハッブル宇宙望遠鏡が捉えていた現象の捜索ではなく、カイパーベルト天体による掩蔽を狙ってとらえる観測が京都大学の有松亘らを中心に行われており、2019年には1.3kmサイズのカイパーベルト天体の検出を発表した。彼らの観測で求められたカイパーベルト天体の個数密度は、こうした天体が木星族彗星の供給源になるために十分足りる値であった。

## 散乱天体

散乱円盤天体 (黒)、古典的カイパーベルト天体 (青)、2:5 共鳴天体 (緑) の軌道の比較。その他のカイパーベルト天体の軌道は灰色で示してある。(比較のため軌道軸は揃えてある。)

### 散乱円盤およびケンタウルス族
散乱円盤は天体がまばらに分布する領域であり、カイパーベルトと重複があるが 100 au 以遠にまで広がっている。散乱円盤に属する天体は散乱円盤天体 (英: scattered disk object, SDO) と呼ばれる。散乱円盤天体は非常に細長い楕円軌道を持ち、その軌道はしばしば黄道から大きく傾いている。太陽系形成の多くの理論モデルでは、かつてはカイパーベルト天体も散乱円盤天体も一つの始原的な帯状の領域を形成しており、後の重力的な影響、特に海王星の重力の影響により外側へ移動させられ、あるものは安定な軌道に移行し (カイパーベルト天体)、あるものは不安定な軌道の散乱円盤へと移行したことが示されている。散乱円盤にある天体の軌道は不安定であるため、太陽系の短周期彗星の多くはこの領域に起源を持つのではないかと考えられている。散乱円盤天体の活動的な軌道はしばしば内部太陽系へ進入する軌道となり、まずはケンタウルス族天体へと変化し、その後短周期彗星の軌道へと移行する。
太陽系外縁天体を公式に分類している組織である小惑星センターによると、カイパーベルト天体は、厳密にはその起源や組成には関係なく定義されたカイパーベルトの領域内のみを公転するものを指す。カイパーベルトの領域より外側で発見された天体は、散乱円盤天体と分類される。一部の科学界では「カイパーベルト天体」という用語は外部太陽系に起源を持つ氷の小天体の類義語として扱われており、たとえその軌道が太陽系の歴史の大部分でカイパーベルトの外側 (例えば散乱円盤領域) にある場合でも同じ用語を用いる場合がある。この立場に立った場合、散乱円盤天体はしばしば「散乱カイパーベルト天体」(英: scattered Kuiper belt object, SKBO) と呼ばれる。冥王星より重い天体であるエリスはしばしばカイパーベルト天体とみなされる場合があるが、厳密な分類上は散乱円盤天体である。カイパーベルトの厳密な定義については天文学者の間でまだ合意に達しておらず、未解決となっている。
ケンタウルス族天体は普通はカイパーベルトの一部とはみなされないが、これらも同じく散乱された天体である。散乱円盤天体との唯一の違いは、外側にではなく内側に散乱されたという点である。小惑星センターでは、ケンタウルス族と散乱円盤天体を散乱天体として一緒のグループとして扱っている。

### トリトン

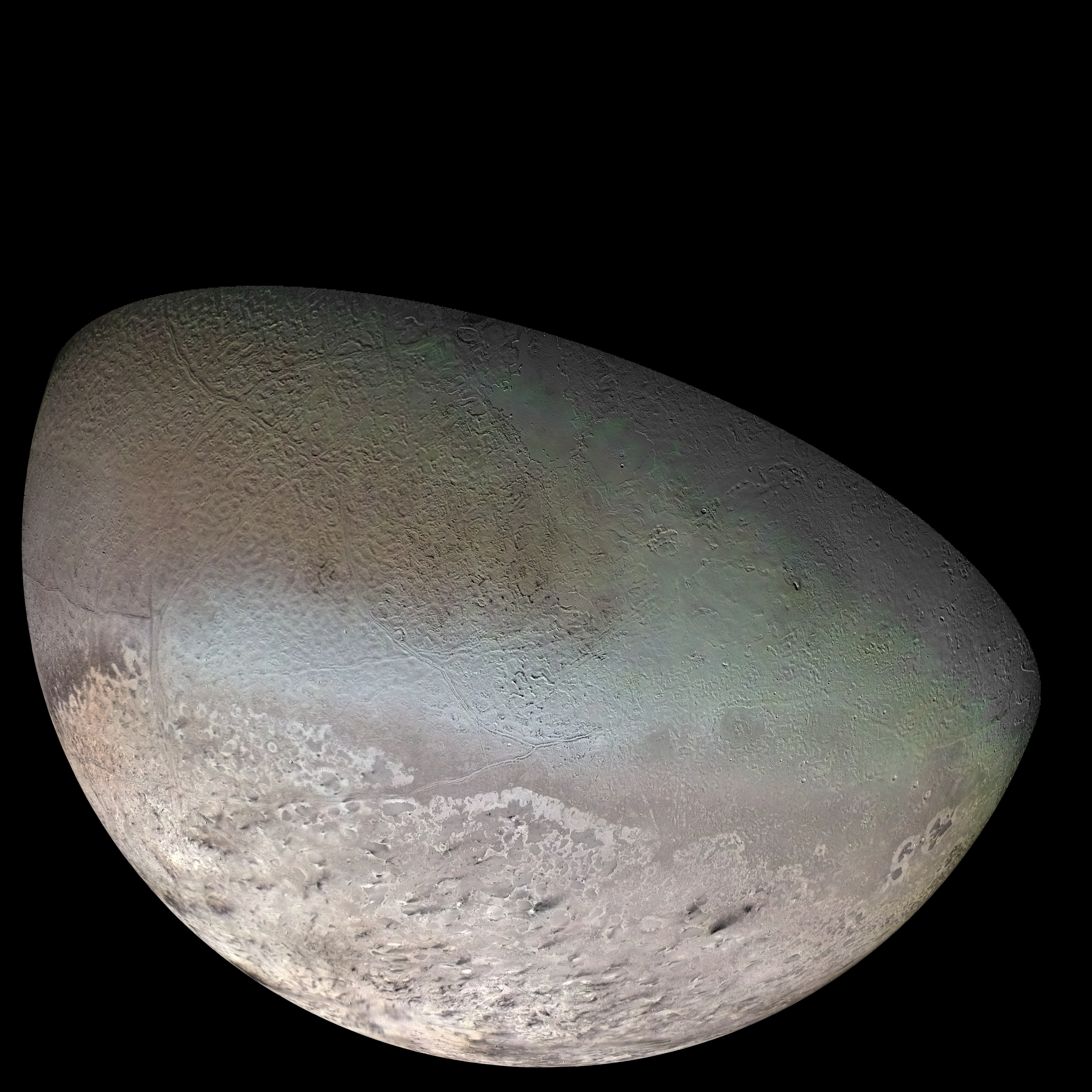
海王星の衛星トリトン

海王星は軌道移動を起こしている間に、大きなカイパーベルト天体を衛星として捕獲したと考えられている。海王星の衛星トリトンは大きな衛星としては太陽系内で唯一逆行軌道を持ち、海王星の自転とは逆方向に公転しているという特徴がある。木星や土星、天王星の大きな衛星は若い惑星の周囲に形成された周惑星円盤の中で物質が集積して形成されたと考えられているが、トリトンはそれらとは異なり既に形成された天体を海王星が捕獲したものだと考えられている。
天体を重力的に捕獲することは容易ではない。捕獲を起こすためには、大きな天体の重力に捕獲されるほど十分に減速させるための何らかのメカニズムが必要である。あり得る可能性は、トリトンが海王星と遭遇した際は連星の片方であったというものである。先述の通り、カイパーベルト天体には連星になっているものが多く存在する。連星が海王星に接近した際に片方が海王星によって弾き飛ばされ、そちらの天体に角運動量を押し付けることで、海王星によるトリトンの捕獲を説明することができる。トリトンは冥王星よりも 14% だけ大きく、またスペクトルの分析からはどちらの天体表面もメタンや一酸化炭素などの似た物質で大部分が構成されていることが示されている。これらの事実も、トリトンはかつてはカイパーベルト天体であり、海王星が外側に移動する途中で捕獲されたものであるという結論を支持している。

## 最大級のカイパーベルト天体
2000年以降、直径が 500 km から 1500 km (冥王星の半分以上) の多数のカイパーベルト天体が発見されている。2002年に発見された古典的カイパーベルト天体クワオアーは直径が 1200 km を超える。2005年7月29日に公表されたマケマケとハウメアはさらに大きい。その他の天体では、2001年に発見されたイクシオンや2000年に発見されたヴァルナなどの直径はおよそ 500 km である。

### 冥王星および準惑星
冥王星と似た軌道にある大きなカイパーベルト天体が複数発見されたことから、冥王星はその比較的大きなサイズを別にすれば、カイパーベルトにある他の天体と特に異なる存在ではないと結論付けられるようになった。これらの大型のカイパーベルト天体はサイズが冥王星に似ているだけではなく、冥王星と同様に多くが衛星を持ち、組成も類似している。例えばメタンと一酸化炭素は冥王星や最大級のカイパーベルト天体のどちらでも検出されている。そのため、ケレスが他の小惑星が多数発見される以前は惑星だとみなされていたが後に惑星から外されたように、発見後は惑星とみなされていた冥王星も再分類されるだろうと考え始めるものもいた。
この問題は、カイパーベルトよりもずっと遠方の散乱円盤にあり、現在では冥王星よりも 27% 重い天体であることが知られているエリスが発見されたことにより、表面化することとなった。(エリスはかつては冥王星より体積が大きいと考えられてきたが、ニューホライズンズの観測でこれは事実ではないことが判明した。) エリスの発見をきっかけに、国際天文学連合 (IAU) は初めて惑星とは何かを定義する必要に迫られ、定義の中には「自身の軌道近くから他の天体を排除している」という条件が含まれることとなった。冥王星は他の多数の同程度の大きさの天体と似た軌道を持っているため、自身の軌道近くから他の天体を排除しているとはみなされず、惑星から準惑星へと再分類され、カイパーベルトの一員となった。
現在カイパーベルト天体の中で最も大きいものは冥王星だが、カイパーベルトに起源を持つと考えられ現在ではカイパーベルトの外にある天体には、少なくとも一つ冥王星よりも大きい天体がある。それは海王星の衛星であるトリトンであり、海王星に捕獲されたカイパーベルト天体が起源である可能性が高い。
2020年の時点では、ケレス、エリスと、カイパーベルト天体の冥王星、マケマケ、ハウメアの5つのみが IAU によって準惑星と認められている。オルクスやイクシオン、その他多くのカイパーベルト天体が静水圧平衡になるのに十分な大きさを持っている。これらの天体の多くは、より多くの情報が得られることで準惑星としての資格を認められる可能性がある。
しかし、準惑星になるのに十分な大きさのカイパーベルト天体がいくつあるかは明らかではない。 多くの準惑星候補の驚くほど低い密度を考慮すると、それほど多くはないことが示唆されている。オルクス、冥王星、ハウメア、クワオアー、およびマケマケについては、ほとんどの天文学者に準惑星とみなされている。 サラキア、(307261) 2002 MS4、(55565) 2002 AW197、イクシオンなどの他の天体を準惑星にすることを提案している人もいる。

### 衛星
最も大きい6つの太陽系外縁天体 (エリス、冥王星、(225088) 2007 OR10、マケマケ、ハウメア、クワオアー) は全て衛星を持つことが知られており、うち2つは複数の衛星を持つ。大きなカイパーベルト天体が衛星を持っている割合は、カイパーベルト内の小さい天体が衛星を持つ割合よりも大きい。このことは、形成過程が異なる可能性があることを示唆している。またカイパーベルトでは、2つの天体の質量が十分に近く、主星を衛星が公転するというよりは2天体がお互いを公転しあっているような、連星を成している天体の割合も大きい。最も顕著な例は冥王星-カロンの系であるが、カイパーベルトのうち連星となっているのはおよそ 11% であると推定されている。

## 探査

### ニューホライズンズ

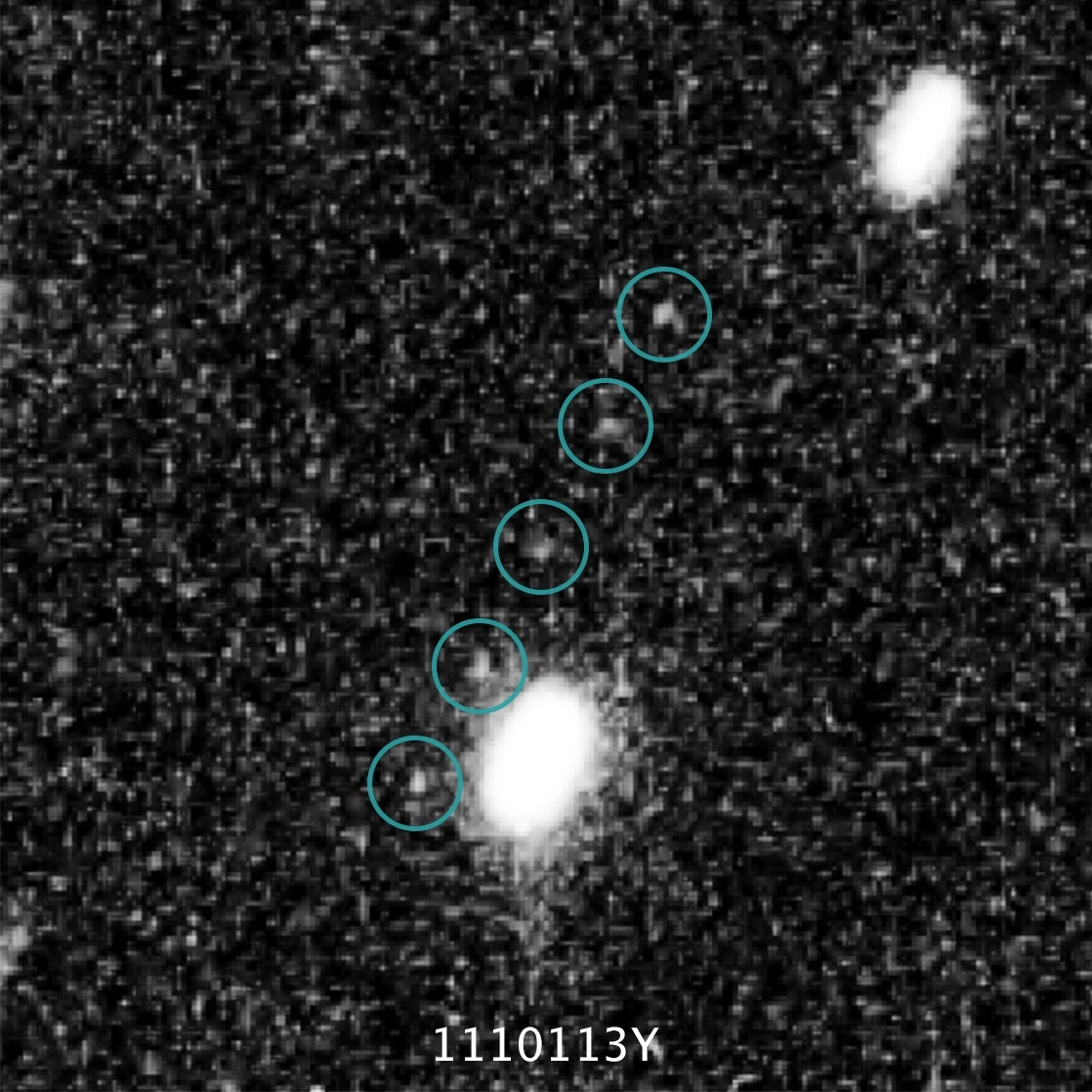
ニューホライズンズのカイパーベルト天体ミッションの対象として選択されたアロコス (緑の丸印)

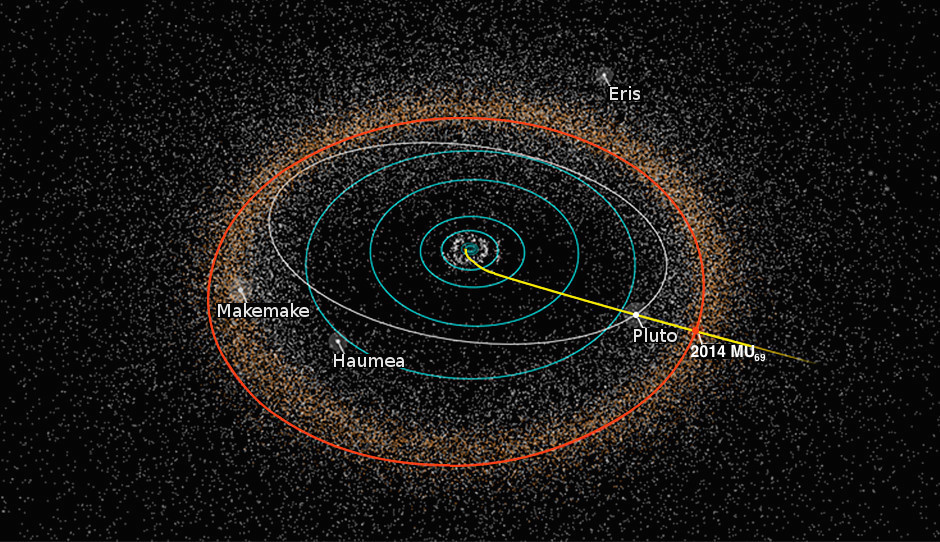
アロコスの位置と接近遭遇のための軌跡を示した図

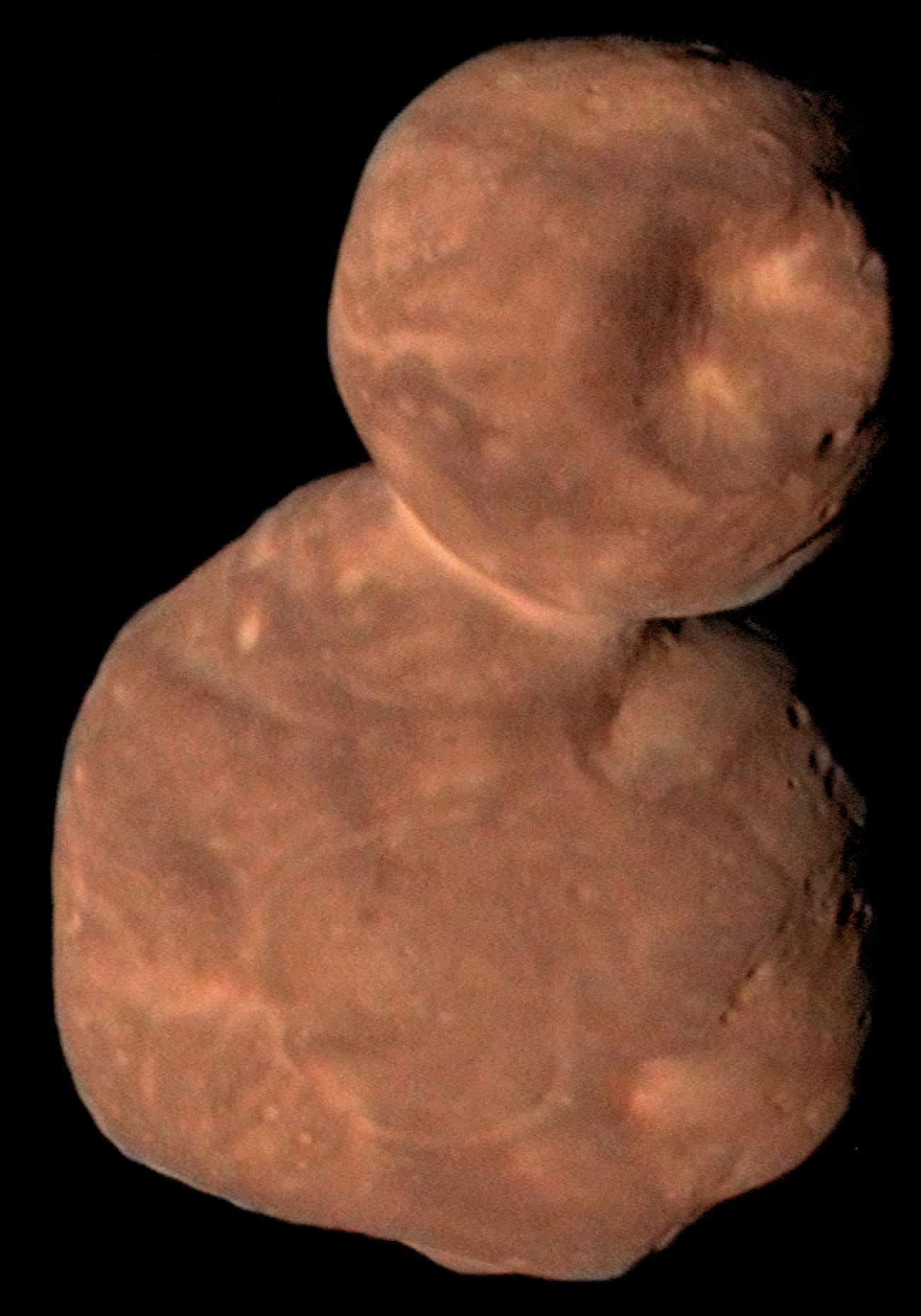
ニューホライズンズが撮影したアロコスのカラー合成画像。赤い色をしており、有機化合物が存在することが示唆される。現在のところ、冥王星とその衛星を除くとアロコスは探査機が滞在した唯一のカイパーベルト天体である。

エッジワース・カイパーベルトを探査する初めての探査機ニューホライズンズが2006年1月19日に打ち上げられ、2015年7月14日に冥王星をフライバイ (接近通過) した。その後、カイパーベルト内のさらなる天体の探査を行うことがミッションの目標となった。
2014年10月15日、ハッブル宇宙望遠鏡によってニューホライズンズの次の探査対象の候補天体3つがリストアップされたことが明らかにされ、ニューホライズンズのチームによって暫定的に PT1、PT2、PT3 と名付けられた (PT は "potential target" の略)。これらの天体の直径は 30–55 km と推定され、地上望遠鏡で観測するには小さすぎる天体である。太陽からの距離は 43–44 au であり、2018年から2019年にかけてニューホライズンズが近接遭遇することになる。初期の推定では、これらの天体にニューホライズンズが持つ燃料の範囲内で到達できる可能性は、それぞれ 100%、7%、97% であった。この3天体は全て、軌道傾斜角と軌道離心率が小さい、力学的に「冷たい」古典的カイパーベルト天体であり、したがって冥王星とは非常に異なる天体である。PT1 (ハッブル宇宙望遠鏡のウェブサイトでは暫定的に "1110113Y" という符号が与えられていた) は最も探査に適した天体であり、等級は26.8、直径は 30–45 km で、2019年1月にニューホライズンズとの近接遭遇を起こす。 これら3つのカイパーベルト天体の軌道に関する十分な情報が得られた後に、小惑星センターは公式な仮符号を与えた。それぞれ、2014 MU69 (PT1)、2014 OS393 (PT2)、2014 PN70 (PT3) である。2014年の秋までに、4番目の候補天体であった 2014 MT69 がその後の観測によって候補から外された。また PT2 はニューホライズンズが冥王星をフライバイする前に候補から脱落した。
2015年8月26日に、1番目の候補天体である 2014 MU69 が探査対象として選ばれた。同年10月下旬と11月上旬にニューホライズンズの軌道の調整が行われ、2019年1月にこの天体をフライバイすることとなった。2016年7月1日、NASAはニューホライズンズがこの天体を訪れるための追加予算を承認した。
2015年12月2日、ニューホライズンズは (15810) 1994 JR1 を2億7000万 km 離れた位置から観測し、その形状などの特徴を写真に収めた。
2019年1月1日、ニューホライズンズはアロコスのフライバイに成功し、得られた観測データからアロコスは接触連星であり、長さ 32 km、幅 16 km の形状をしていることが判明した。ニューホライズンズに搭載されているマルチスペクトルカメラの Ralph による観測で、アロコスが赤い色をしていることが確認された。フライバイの際に得られたデータは、その後20ヶ月にわたって探査機から地球へ送られる。

### その他の計画
ニューホライズンズの後続ミッションは計画されていないが、冥王星の軌道に戻るか冥王星に着陸する、少なくとも2つのミッションコンセプトが調査されている。冥王星以遠には、準惑星のマケマケやハウメアなどのようなニューホライズンズでは到達できない大きなカイパーベルト天体が多数存在する。これらの天体を詳細に調査して研究するためには、新しい探査ミッションが必要である。フランスの航空宇宙企業であるタレス・アレーニア・スペースは、ハウメアを周回する探査機の計画についての研究を行った。ハウメアはハウメア族という衝突族の母天体であり、また環と2つの衛星を持つという特徴があることから、科学研究の目標として優先度が高い。論文の筆頭著者である Joel Poncy は、探査機を打ち上げから10〜20年以内にカイパーベルト天体へ到達させ周回軌道に投入することができる新しい技術を提唱している。
ニューホライズンズ計画の責任者であるアラン・スターンは、探査機を新たなカイパーベルト天体に送り込む前に天王星か海王星をフライバイさせることを非公式に提案し、こうすることでカイパーベルト天体をさらに探査できるだけではなく、1980年代にボイジャー2号が訪れて以来初めてこれらの巨大氷惑星に訪れることができるとした。

### 設計検討および概念検討

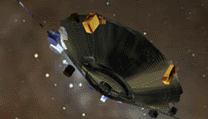
1999年の高性能な探査機の設計概念

クワオアーは現在太陽圏の境界付近に位置しているため、星間物質の探査を目的とした探査機のフライバイの対象とみなされている。ジョンズ・ホプキンズ大学応用物理研究所の Pontus Brandt とその同僚は、この境界を通過して星間物質の中に進入するのに先立ち、2030年代にクワオアーをフライバイする探査機の計画についての研究を行った。クワオアーに対する科学的な関心としては、メタンの大気が消失していると思われることや、氷火山活動が挙げられる。Brandt らによって研究された探査ミッションでは、探査機はスペース・ローンチ・システムを用いて打ち上げられ、木星をスイングバイすることによって 30 km/s にまで加速することが想定されている。また周回軌道に探査機を投入することを想定した2012年の別の研究では、イクシオンとフヤが最も好ましい探査対象であると結論付けている。探査スケジュールの例として、例えば2039年に探査機が打ち上げられた場合、17年間の飛行の後にイクシオンに到達できると計算されている。
2010年代後半に行われたある設計検討では、カイパーベルト天体の軌道捕獲と複数天体の探査シナリオが検討された。ここで探査対象として検討された天体は、(55637) 2002 UX25、1998 WW31、レンポである。また2011年には、クワオアー、セドナ、マケマケ、ハウメア、エリスの探査を行う探査機の概念検討が行われている。

## 太陽系外のカイパーベルト

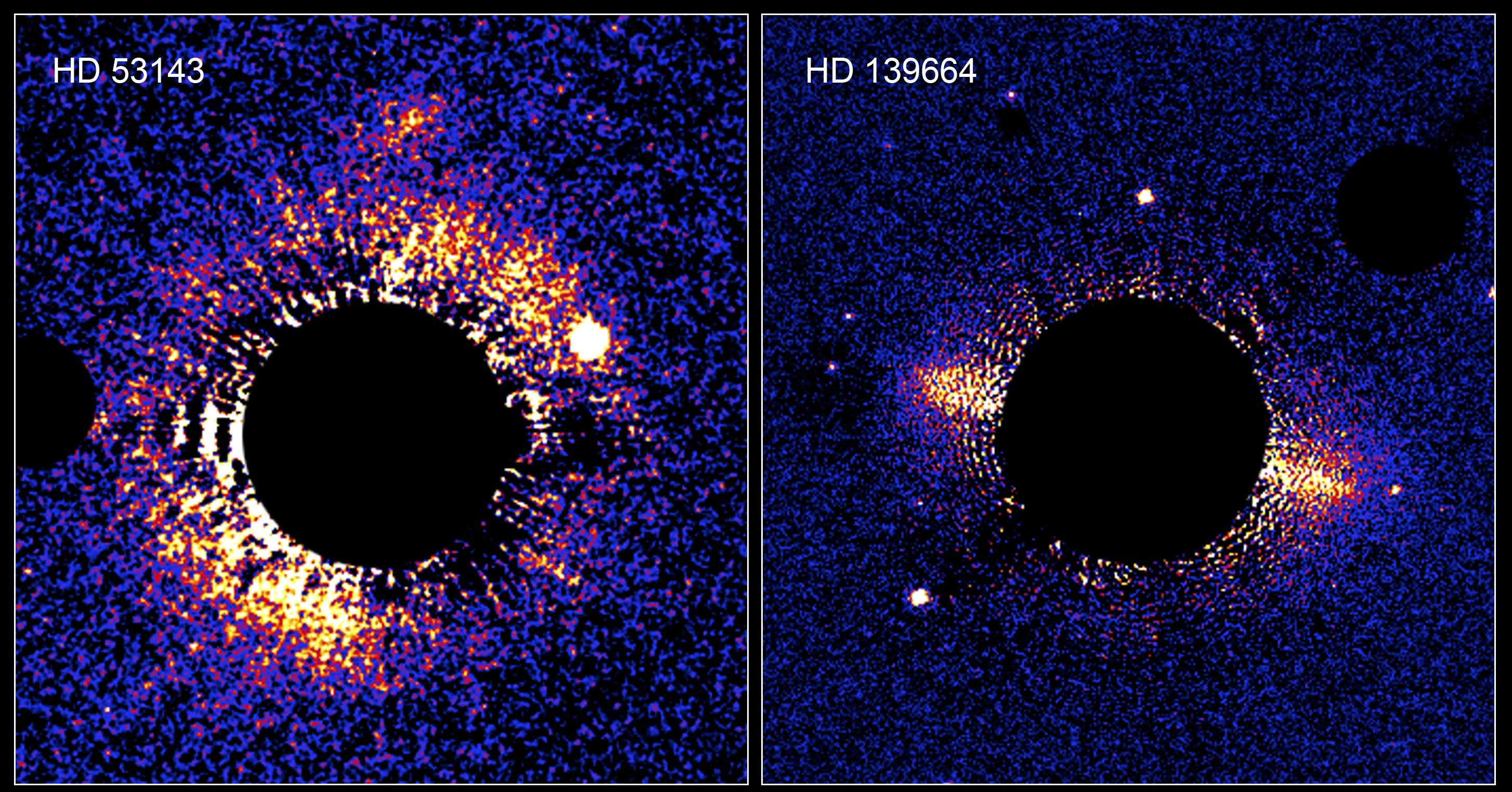
HD 139664 と HD 53143の周囲にあるデブリ円盤。中央の黒い穴は、円盤を見るために主星を隠しているコロナグラフである。

太陽以外の恒星の周囲にある、カイパーベルトに似た構造を持つと思われるダストの円盤が観測されており、2006年までに9つの恒星の周囲で存在が確認されている。観測されているダストの円盤は2種類に大別される。半径が 50 au を超える広い帯状の分布を持つものと、太陽系のものに似て 20–30 au の比較的狭い帯にあり明瞭な境界を持つものである。その後の観測では太陽型星の 15–20% は赤外超過を示すことが分かっており、これは重いカイパーベルト状の構造が存在していることを示唆している。
デブリ円盤を持つことが分かっている恒星の大部分は若い天体だが、右に示した2006年1月にハッブル宇宙望遠鏡で観測された天体は年齢がおよそ3億年であり、安定な配置に落ち着くための十分な時間が経過している。左側の円盤は広い帯状の分布の円盤を正面から見る位置関係になっており、右側の円盤は細い帯状に分布した円盤をほぼ真横から見る位置関係になっている。 カイパーベルト内のダストのコンピュータシミュレーションからは、これらが若い時期には、若い恒星の周りに見られる細いリングに似た形状であった可能性があることが示唆されている。